# Староґруд (Мазовецьке воєводство)
Староґруд (пол. Starogród) — село в Польщі, у гміні Сенниця Мінського повіту Мазовецького воєводства.
Населення — 309 осіб (2011).
У 1975-1998 роках село належало до Седлецького воєводства.

## Демографія
Демографічна структура станом на 31 березня 2011 року:
|          | Загалом | Допрацездатний вік | Працездатний вік | Постпрацездатний вік |
| -------- | ------- | ------------------ | ---------------- | -------------------- |
| Чоловіки | 148     | 29                 | 96               | 23                   |
| Жінки    | 161     | 34                 | 87               | 40                   |
| Разом    | 309     | 63                 | 183              | 63                   |